# کبوتر دل‌خون نگروس
کبوتر دل‌خون نگروس (نام علمی: Galicolumba keayi) بومی فیلیپین است، جایی که در جزایر نگروس و پانای یافت می‌شود. به شدت در بحران انقراض است. ادامه نرخ از دست دادن جنگل در دو جزیره که در آن یافت می‌شود نشان می‌دهد که روند کاهش ادامه خواهد داشت. جمعیت آن تنها ۵۰ تا ۲۴۹ فرد بالغ یرآورد می‌شود. این گونه دارای جمعیت بسیار کوچک و به شدت گسسته شده است. این پرنده به عنوان یک گونه EDGE تحت تجزیه و تحلیل انجمن جانورشناسی لندن فهرست شده است.
این یکی از ویسایاهای غربی پنج بزرگ به‌شمار می‌رود که شامل نوک‌شاخ والدن، گوزن خالدار فیلیپینی، نوک‌شاخ ویسایا و خوک زگیل‌دار ویسایان است.